# Jerusalemer Erklärung
Die Jerusalemer Erklärung ist eine Bekenntnisschrift traditionaler Anglikaner, die sich in der Global Anglican Future Conference (GAFCON) organisiert haben. Die Erklärung bekennt sich zum Vertrauen in die Bibel als  Heiliger Schrift, die nach Auffassung der Unterzeichner alles Heilsnotwendige enthält. Darüber hinaus werden die ersten vier ökumenischen Konzilien, die drei  altkirchlichen Bekenntnisse, nämlich das  Apostolikum, das Bekenntnis von Nicäa und das Glaubensbekenntnis von Chalcedon, sowie die Neununddreißig Artikel als Grundlage des Anglikanismus angesehen. Das Book of Common Prayer von 1662 sowie das Anglikanische Ordinale werden ebenfalls als maßgeblich angesehen.
Die Erklärung wurde im Rahmen der Global Anglican Future Pilgrimage and Conference vom 22. bis 29. Juni 2008 verabschiedet, an der mehr als 1100 Delegierte teilnahmen.
In einer Erwiderung auf die Erklärung stellte der Erzbischof von Canterbury, Rowan Williams, fest, dass die Inhalte der Erklärung im Einklang mit den Überzeugungen der Anglikanischen Gemeinschaft sind. Williams stellt darin jedoch die Legitimität der beschlussfassenden Primaten in Frage und kritisiert, dass die Erklärung in der „Sprache des Kolonialismus“ verfasst sei.